# Robert Gesink
Robert Gesink, född 31 maj 1986 i Varsseveld, är en nederländsk professionell tävlingscyklist. Han debuterade i det nederländska UCI ProTour-stallet Rabobank 2006, efter att ha tävlat med Rabobank Continental Team.

## Tidiga år
På juniorvärldsmästerskapen 2004 i Verona, Italien, slutade Gesink på åttonde plats i tempoloppet och sexa i linjeloppet. När året var slut blev nederländaren kontrakterad av Löwik-Van Losser under ett år. Han gick sedan vidare till Rabobank Continental team inför säsongen 2006. Under året slutade han trea i Volta ao Algarve och vann en etapp och tog sedan totalsegern i Settimana Ciclista Lombarda. Han vann också en etapp och totalsegern i Circuito Montañés och slutade tvåa i det prestigefyllda loppet Tour de l'Avenir. Trots att Gesink hade skrivit på ett två års kontrakt med Rabobank Continental valde stallchefen Theo de Rooij att flytta honom till UCI ProTour-laget Rabobank inför säsongen 2007.

## Karriär
Under sitt första år som professionell vann han ungdomstävlingen på Tour of California. Han slutade på nionde plats i sitt första UCI ProTour-tävling någonsin, La Flèche Wallonne. På Romandiet runt samma år slutade han i topp 15, medan Gesinks stallkamrat Thomas Dekker vann tävlingen. Samma år, 2007, tog han också sin första seger som professionell när han vann en etapp i Belgien runt, genom att cykla ifrån alla på Côte de La Redoute.  Han slutade femma i Tyskland runt och tvåa i Polen runt. Han slutade precis utanför topp 10 i Clásica de San Sebastián och slutade femma på Deutschland Tour. Resultaten ledde till att Gesink fick medverka i Världsmästersken i Stuttgart. Han slutförde aldrig loppet, men cyklade på bra i en tidig utbrytning. I Giro di Lombardia visade Robert Gesink återigen bra form och slutade på femtonde plats. 
Under sitt andra år som professionell, 2008, vann han den tuffaste etappen på Tour of California, när han cyklade iväg vid etappens sista stigning med Levi Leipheimer på rullen. De höll ledningen framför huvudklungan under de sista 35 kilometerna och i slutet valde Leipheimer att ta det lugnt och ge Gesink segern. Gesink vann ungdomstävlingen och slutade på nionde plats i slutställningen. I Paris-Nice slutade han tvåa på etappen upp för Mont Serein, fem kilometer innan toppen av Mont Ventoux, där Cadel Evans spurtade förbi honom. Robert Gesink slutade fyra på Paris-Nice, 51 sekunder bakom vinnaren Davide Rebellin, och vann ungdomstävlingen. Han slutade också på tolfte plats i Baskien runt och slutade fyra i La Flèche Wallonne bakom Kim Kirchen, Cadel Evans och Damiano Cunego. I juni slutade han också fyra på Critérium du Dauphiné Libérés slutställning. I september tog han sjunde platsen i sin första Grand Tour, Vuelta a España.

### 2009
I april 2009 slutade Robert Gesink trea på Amstel Gold Race 2009 bakom Sergej Ivanov och Karsten Kroon. 
Han slutade på fjärde plats i Critérium du Dauphiné Libéré bakom Alejandro Valverde, Cadel Evans och Alberto Contador. Under tävlingen slutade han på andra plats på etapp 7 bakom David Moncoutié. På etapp 5, upp för Mont Ventoux, av Critérium du Dauphiné Libéré slutade Robert Gesink på fjärde plats. 
I juli ställde nederländaren upp i sin första Tour de France i karriären, men var tvungen att lämna tävlingen efter etapp 5 med anledning av en krasch där han bröt handleden.
Robert Gesink kom tillbaka lagom till att kunna starta Vuelta a España 2009, där han slutade på tredje plats på etapp 8 bakom Damiano Cunego och David Moncoutié. Dagen därpå slutade han på femte plats på etapp 9 bakom Gustavo Cesar, Marco Marzano, Alejandro Valverde och David De La Fuente. Han slutade på fjärde plats på etapp 13 bakom David Moncoutié, Ezequiel Mosquera och Alejandro Valverde. Robert Gesink slutade Vuelta a España på sjätte plats bakom Valverde, Samuel Sanchez, Cadel Evans, Ivan Basso och Mosquera. Efter den spanska tävlingen fokuserade Gesink sig på att komma tillbaka i form till världsmästerskapen i Mendrisio, men lyckades inte.
En vecka efter världsmästerskapen var Gesink tillbaka i den form han önskat sig och nederländaren vann Giro dell'Emilia framför skandinaverna Jakob Fuglsang och Thomas Lövkvist i en spurt. Han slutade också på nionde plats i Lombardier runt.

### 2010
Gesink tog femte platsen i Tirreno-Adriatico. Han var en av favoriterna i Baskien runt och slutade i topp 3 på den viktigaste etappen av loppet och hade en chans att vinna tävlingen, men kraschade under etapp 5. I slutändan tog han nionde platsen och var i form för vårklassikerna.
Trots det lyckades han inte att prestera i Amstel Gold Race, La Flèche Wallonne och Liège-Bastogne-Liège. I stället åkte han till Sierra Nevada för att höjdträna. Han valde att inte tävla särskilt mycket under våren och sommaren. Han kom tillbaka i form inför Schweiz runt, där han vann en av de tuffaste etapperna och tog över ledartröjan från Tony Martin. I det avslutande tempoloppet hade han en dålig dag och förlorade ledningen till Fränk Schleck. Gesink slutade femma i tävlingen.
Han deltog i Tour de France 2010 och tog sjätte platsen i slutställningen. Han slutade också tvåa i ungdomstävlingen. Under loppet hade han burit den vita ledartröjan, eftersom den egentliga ledaren, Andy Schleck, ledde tävlingen och därmed bar gult de dagarna. Gesink vann Giro dell'Emilia för andra gången. I oktober avled Robert Gesinks pappa efter en cykelolycka.

### 2011
I början av säsongen 2011 vann Gesink två etapper på Tour of Oman, men också totalledningen och ungdomstävlingen. Gesink tog ledningen i Tirreno-Adriatico efter etapp 4, men tappade den dagen efter till Cadel Evans. I det sista tempoloppet körde han bra och klättra upp från femte till andra plats i totalledningen. I Baskien runt slutade han på tredje plats.
Han slutade på nionde plats i Amstel Gold Race, men hade i övrigt ingen bra klassikersäsong. I september kraschade Gesink och bröt benet på fyra stället, vilket ledde till en operation och en lång rehabiliteringsperiod.

### 2012
Efter en svag inledning av säsongen 2012 slutade Gesink på tredje plats i tempoloppet på Tour of California. På etapp 7, attackerade han med under fem kilometer kvar tog han ledartröjan och vann etappen. Gesink vann det amerikanska etapploppet; hans första etapploppseger sedan Tour of Oman ett år tidigare. 
Inför Tour de France 2012 ansågs han vara Nederländernas största hopp för att sluta i topp 10, men han trillade på etapp 6 och skadade några revben. Han fortsatte tävlingen under flera etapper, men valde att kliva av cykeln på etapp 11. Under hösten cyklade han Vuelta a Espana, där han slutade på sjätte plats i slutställningen.

## Meriter
2004
Nederländska U19-mästerskapen - tempolopp
2006 – Rabobank (Continental Team)
1:a, slutställningen, Circuito Montañés 
Etapp 6, Circuito Montañés
1:a, slutställningen, Settimana Ciclistica Lombarda
1:a, Etapp 3
2:a, Tour de l'Avenir
2007 – Rabobank
9:a, La Flèche Wallonne
1:a, Etapp 4, Belgien runt
5:a, Deutschland Tour
1:a, Ungdomstävlingen
1:a, Ungdomstävlingen, Tour of California
2:a, Polen runt
2:a, etapp 7, Polen runt
2008 – Rabobank
9:a, Tour of California
1:a, etapp 3, Tour of California
1:a, ungdomstävlingen
4:a, Paris-Nice
2:a, etapp 2
1st, Ungdomstävlingen
4:a, La Flèche Wallonne
4:a, Critérium du Dauphiné Libéré
2009 – Rabobank
1:a, Ungdomstävlingen, Tour of California
1:a, Giro dell'Emilia
3:a, Amstel Gold Race
3:a, etapp 8, Vuelta a España 2009
2010 - Rabobank
1:a, Giro dell'Emilia
1:a, Grand Prix Cycliste de Montréal
3:a, Grand Prix Cycliste de Québec
5:a, Tirreno–Adriatico
1:a, Ungdomstävlingen, Tirreno–Adriatico
5:a, Schweiz runt
1:a, etapp 6, Schweiz runt
6:a, Tour de France 2010
2:a, Ungdomstävlingen, Tour de France
2011
1:a  Tour of Oman
Ungdomstävlingen
Etapp 4
Etapp 5 (tempolopp)
2:a, Tirreno–Adriatico
1:a, etapp 1 (lagtempolopp)
1;a, Ungdomstävlingen
2:a Grand Prix Cycliste de Québec
3:a, Baskien runt
2012
1:a  Tour of California
Etapp 7

## Stall
- De Peddelaars / Twv de Peddelaars Aalten 2000–2005
- Team Löwik Meubelen-Van Losser 2005
- Rabobank Continental Team 2006
- Rabobank 2007–